# Yan tan tethera
Yan tan tethera är en serie räkneord som användes för fårskötsel på Brittiska öarna med lokala variationer. Räknesystemet lever kvar på vissa platser i norra England. De kommer förmodligen från keltiska språk.
Systemet bygger på 20 räkneord. När man når till tjugo markerar man det med till exempel en sten och börjar om från början med nästa tjugo.